# Drapeau de l'Équateur
Le drapeau de l'Équateur a été adopté le 26 septembre 1860.

## Drapeau actuel

Drapeau du Président

Le drapeau actuel de l'Équateur fut adopté le 26 septembre 1860. Il ressemble beaucoup à celui de la Colombie.
Bien que la loi du 5 décembre 1900 (Registro Oficial No.1272) établît le drapeau civil sans les armes du pays et celui officiel avec les armes, le plus souvent, pour le différencier du drapeau colombien, le drapeau officiel est le plus utilisé. En effet, la seule différence entre le drapeau civil de l'Équateur et celui de la Colombie réside dans les proportions, celui de la Colombie a un rapport de 2/3 alors que celui de l'Équateur est de 1/2. L'enseigne militaire a un rapport de 2/3 avec les armes du pays.
Il y a aussi un drapeau spécial pour les bâtiments municipaux, c'est le drapeau civil avec un cercle constitué de 19 étoiles (une par province) blanches autour de la bande bleue.

### Symbolique
Le jaune (el amarillo) symbolise l'or (el oro), l'abondance de l'agriculture et des richesses naturelles du pays.
Le bleu (el azul) représente l'océan et le ciel clair et dégagé (vision pour le futur) équatorien.
Enfin le rouge (el rojo) symbolise le sang versé par les héros qui ont légué la Patrie et la Liberté (Patria y Libertad).

### Armoiries

Armoiries.

Dans le fond de l'écu ovale se trouve le volcan Chimborazo, tandis que la rivière qui provient de sa base représente le fleuve Guayas. Le Chimborazo est la plus haute montagne d'Équateur et fait partie de la cordillère des Andes. Le fleuve Guayas naît des neiges du Chimborazo. Le bateau à vapeur sur la rivière s'appelle également Guayas. Le navire a été construit à Guayaquil et a été le premier navire à vapeur en état de naviguer construit à la fois en Équateur et dans toute l'Amérique du Sud. Il a d'abord été mis en service le 9 octobre 1841. Le navire a les caractéristiques d'un Caduceus représentant le commerce et l'économie. Ce type de mât a deux ailes entourant un poteau avec deux serpents qui l'entourent. En haut, un soleil d'or est entouré par les signes astrologiques zodiacaux du Bélier, du Taureau, des Gémeaux et du Cancer représentant les mois de mars à juillet pour symboliser la durée de la révolution de mars 1845 qui a évincé le général Juan José Flores.
Le condor au-dessus du bouclier étire ses ailes pour symboliser le pouvoir, la grandeur et la force de l'Équateur. Le condor représente également l'idée qu'il sera toujours prêt à attaquer un ennemi. Le bouclier est flanqué de quatre drapeaux nationaux. Le laurier de gauche représente les victoires de la République. La feuille de palmier sur le côté droit est un symbole des martyrs de la lutte pour l'indépendance et la liberté. Le faisceau de licteur sous le bouclier représente la dignité républicaine. Le dessin final des armoiries a été achevé en 1900.
Dans les spécifications de 1989 délivrées à l'armée équatorienne, les armoiries n'ont que huit couleurs qui sont utilisées sur le drapeau. Les huit couleurs sont le jaune, le bleu, le rouge (le drapeau national), le bleu ciel, le vert, le gris, l'argent et l'or. Il existe également une instruction en neuf points sur la façon de dessiner les armoiries suivie d'un dessin en couleur et d'un dessin noir et blanc des armoiries. Aucune spécification de taille n'a été définie pour les armoiries, sauf lorsqu'elles sont utilisées sur le drapeau national.

### Ressemblance avec d'autres drapeaux

Drapeau civil, ratio 1:2

Le drapeau de l'Équateur ressemble à ceux de la Colombie et du Venezuela, tous les trois dérivant du drapeau de la Grande Colombie. Dans les occasions internationales, le drapeau de l'Équateur utilisé présente les armoiries du pays afin de le différencier de celui de la Colombie (la seule différence entre les drapeaux civils de l'Équateur et de la Colombie étant leurs proportions).

## Histoire
Depuis la conquête du territoire par Sebastián de Benalcázar et la fondation de Quito par les Espagnols, flottaient les emblèmes espagnols.
La Croix de Boroña est une représentation de la croix de saint André qui apparaît dans les registres avec des nœuds là où les branches ont été coupées.
Cet emblème a été inclus dans les armoiries et les drapeaux militaires aussi bien sur terre que sur mer dès 1506.
À partir de 1785, les emblèmes rouge et jaune, composés de trois rayures horizontales, une large jaune au milieu et deux plus fines en bordure, avec les armoiries de l'Espagne dans la partie centrale, sera utilisé jusqu'à l'émancipation définitive.
La Croix de Boroña s'utilisait uniquement comme drapeau pour l'armée de terre, la plupart des régiments portant les armes de leur ville d'origine dans un coin.

### Le drapeau de Miranda, 6 août1806
Ce drapeau fut brandi pour la première
fois au Venezuela, dans le port de Vela de Coro par le général Francisco de Miranda.
On peut dire que ce drapeau est l'ancêtre de l'actuel drapeau tricolore équatorien, jaune, bleu et rouge.
Même s'il existe une controverse concernant l'apparence exacte de ce drapeau, la théorie prédominante le décrit comme ayant trois rayures horizontales de tailles égales : jaune en haut, bleu au centre et rouge en bas.

### Le drapeau des patriotes de la révolution de Quito, 10 août1809

Drapeau de l'Équateur lors de la révolution de Quito.

On sait que les protagonistes de l'épisode d’août 1809 brandirent une bannière rouge à croix blanche, connue comme le Drapeau de la Junte Révolutionnaire de Quito. L'insigne fut réutilisé par les troupes de l'armée de l’État de Quito, lors de la déclaration de sécession, le 11 octobre 1811.
Pendant longtemps on cru que ce drapeau était rouge avec un mât blanc (?), mais il s'agissait d'une erreur de transcription (asta, mât / aspa, croix). En réalité le drapeau était rouge à croix blanche, autrement dit le drapeau de l'empire espagnol inversé.

### L'emblème de la révolution du 9 octobre1820
D'après les historiens Wilfredo Loor, Manabita (de Manabi, une province équatorienne au sud-est de Quito), et José Marie Le Ghouir, Français, c'est aux héros révolutionnaires Gregorio Escobedo, José Espantoso et Rafael Ximena que l'on doit la création de cette bannière albicéleste (bleu ciel et blanc).
En réalité, ce n'était pas vraiment bleu ciel mais plutôt azur (un peu plus foncé).
Elle était composée de cinq rayures de dimensions égales, les deux extérieures et la centrale étaient azur et les deux intermédiaires blanches. Sur celle du milieu figuraient trois étoiles blanches, représentant les trois districts administratifs de l'Audience Royale de Quito: Cuenca, Guayaquil et Quito.
Il en existait une version ne comportant qu'une étoile, mais dans ce cas-là, elle représentait la province libre de Guayaquil.

### De1822à1845, laGrande Colombie
Durant cette période, l’Équateur adopta les différentes variations du drapeau de la Grande Colombie.

### De1822à1830
Un drapeau tricolore (jaune, bleu ciel et rouge) avec en son centre un blason rond composé de deux cornes d'abondance qui entourent un faisceau sur fond bleu. Le blason était cerclé d'un anneau blanc où on pouvait lire : « République de Colombie » et entouré de deux rameaux d'olivier.

### De1830à1835
Le même drapeau, le même blason mais de forme ovoïde sans les rameaux, et sur le cerclage on pouvait lire : « État de l’Équateur, au sein de la République de Colombie » .

### À partir de1835
Le drapeau adopté fut celui de l'actuelle Colombie à ceci près que les trois rayures étaient de tailles égales.

### Le triomphe de la révolution du 6 mars1845

Drapeau de l'Équateur en 1845

À partir du 6 mars 1845, on adopta un nouveau drapeau étoilé bleu ciel et blanc : trois rayures verticales cette fois, les deux extérieures blanches et celle du milieu bleue sur laquelle on pouvait voir trois étoiles blanches.

Drapeau de l'Équateur entre novembre 1845 et 1860

En novembre de la même année, il fut établi par décret que les étoiles sur le drapeau devaient dorénavant être au nombre de sept, pour représenter les sept provinces qui composaient le pays.

### Rétablissement du drapeau tricolore
Le 26 septembre 1860, un décret fut signé rétablissant l'usage du drapeau tricolore jaune, bleu et rouge.
Mais c'est lors du Congrès National, le 31 octobre 1900, présidé par Manuel B. Cueva, que fut édité le décret qui réglementa l'usage du drapeau tricolore, dans sa forme définitive encore en vigueur aujourd'hui.
Ceci étant, le décret ne donne pas de normes concernant les couleurs ou les dimensions. Aussi, le ton des couleurs peut varier d'un drapeau à l'autre.

## Loi
- (es) Norma Que Establece Los Requisitos de Diseno, Caracteristicas de Confeccion y Modo de Empleo de Los Emblemas Patrios [« Standards Regarding the Requisitioning, Characteristics and Employing the National Symbols »], Military of Ecuador, 1989, PDF